# نئو-نوآر
نئو نوآر یا نوسیاه به زیرگونه خاصی از گونه سیاه یا شکل‌های هنری دیگر گفته می‌شود که در ویژگی‌های بنیادین مانند نوآر دهه ۴۰ و ۵۰ میلادی است، اما سبک، فرم و محتوای نوآر را با عناصر جدید بهبود بخشیده‌است. این گونه برخلاف گونه‌های علمی-تخیلی، کمدی رمانتیک یا دیگر انواع گونه‌های مرسوم سینمایی تعریف ساده‌ای ندارد. فیلم نوآر بیشتر یک سبک فیلم‌سازی است و به همین دلیل نمی‌توان آن را به یک دسته خاص در سینما محدود کرد. گونهٔ نوآر زائیدهٔ اکسپرسیونیسم و اگزیستانسیالیسم و اعتلای آن پس از واقع‌گرایی نوین آلمان در اواخر دهه ۳۰ است.

## تاریخچه
شروع و اقبال فیلم‌های گونهٔ جنایی با قدرت جادویی ادبیات گونهٔ پلیسی همزمان با ظهور نویسندگان شاخصی مانند دشیل همت و ریموند چندلر سبک خاصی از سینمای جنایی را به وجود آورد که به اصطلاح فرانسوی‌اش مشهور شد؛ اصطلاحی که فرانسویان و بعدتر اروپایی‌ها بدان فیلم نوآر می‌گفتند.
نوآر یک اصطلاح فرانسوی و رایج در اواسط دهه ۴۰ بود؛ در حالی که در سینمای آمریکا تقریباً تا اوایل دهه ۷۰ به این ژانر ملودرام اندوهناک می‌گفتند. نه منتقدان و نه تماشاگران اقبالی بدین عنوان نداشتند چرا که هالیوود کارخانه‌ای فیلمسازی در ژانر درام اجتماعی و عاطفی و به‌ویژه جنایی بود و در آمریکا به مجموع این گونه‌ها ملودرام گفته می‌شد و نه فیلم نوآر.
پس از شاهین مالت ساخته جان هیوستون در سال ۱۹۴۱ فیلم نوآر تا یک دهه پیشتازی خود را حفظ کرد. فیلم‌های این دوره عموماً سیاه و سفید؛ سرشار از نامیدی و بدون قهرمان رایج سایر گونه‌ها ساخته می‌شدند. سبک دیداری فیلم‌های نوآر در دهه چهل عمدتاً در حد سینمای اکسپرسیونیسم آلمان بود. سایه‌های پرمعنا؛ استفاده از سبک نورپردازی خاص و همچنین دکورهای استودیویی از مهم‌ترین عناصر تشکیل دهنده فیلم‌های نوآر اواخر دهه ۴۰ و اوایل دهه ۵۰ به‌شمار می‌آیند.

## مشخصات
کارگردانان فیلم های نئو نوآر از تکنیک های مختلفی استفاده می کنند که معمولاً با «نوآر کلاسیک» همراه است. این مشخصات شامل نمای هلندی، بازی نور و سایه، کادربندی نامتعادل، و محو کردن مرز بین خوب و بد و درست و غلط است. مضامینی مانند انتقام، پارانویا و از خود بیگانگی در نئو نوآر نیز مانند نسخه کلاسیک خود رایج است. درام‌های جنایی آمریکایی و تریلرهای روان‌شناختی اغلب در ژانر نوآر قرار می‌گیرند که با مضامین تکراری و ابزارهای داستانی و همچنین عناصر بصری متمایز مشخص می‌شوند. شخصیت‌های ضدقهرمانی و دارای تضاد اخلاقی اغلب با موقعیت‌های دشواری روبرو می‌شوند و انتخاب های آنها تحت تأثیر استیصال یا سیستم‌های اخلاقی نیهیلیستی قرار میگیرند. نورپردازی کم‌کلید، استفاده واضح از نور و سایه، و زوایای نامتعارف دوربین از نشانه‌های بصری نوآر هستند. جلوه های صوتی به ایجاد فضای نوآر از پارانویا و نوستالژی کمک می کنند. در حالی که تولید فیلم نوآر کلاسیک پس از اوایل دهه 1960 کاهش یافت، نئو نوآر به وجود آمد که هم عناصر موضوعی و هم عناصر بصری کلاسیک را حفظ کرده است. از دهه 1970، منتقدان فیلم نئو نوآر را به عنوان یک ژانر جداگانه به رسمیت می شناسند، اگرچه برخی اصطلاحاتی مانند "نوآر" و "پست نوآر" را رد می کنند.